# Maurits Gysseling
Maurits Gysseling (Oudenburg, 7 september 1919 – Gent, 24 november 1997) was een belangrijke Belgisch taal- en naamkundige en paleograaf. 

## Leven
Tot zijn veertiende woonde Maurits Gysseling met zijn ouders in het West-Vlaamse Oudenburg, waar zijn moeder een schoenwinkel had. Later verhuisden zijn ouders en hij naar Oostakker bij Gent, waar hij Grieks en Latijn volgde. Met zijn diploma begon hij in 1939 de studie Germaanse filologie aan de Universiteit Gent (toen nog Rijksuniversiteit Gent). Nadat hij zijn licentiaatsdiploma behaald had, werd Gysseling ook nog summa cum laude doctor met zijn in 1950 verschenen proefschrift Toponymie van Oudenburg. In 1960 werd hij uiteindelijk definitief als faculteitsgeaggregeerde verbonden aan de leerstoel Nederlandse Taalkunde van de Gentse universiteit, waar hij Nederlandse toponymie en antroponymie doceerde.
In 1950 trouwde Gysseling met Monique Lybaert, met wie hij twee kinderen (Nolf Gysseling, kunstenaar) had. Zijn vrouw en hijzelf als voorzitter van de heemkundige kring De Oost-Oudburg en van het Documentatiecentrum voor Streekgeschiedenis te Sint-Amandsberg bij Gent, hielden zich bezig met het verzamelen en inventariseren van heemkundig materiaal en met historisch onderzoek van de streek ten noordoosten van Gent.
Dankzij zijn enorme wetenschappelijke bedrijvigheid ontving Gysseling eervolle titels en prijzen. Hij kreeg in 1953 een lidmaatschap van de Maatschappij der Nederlandse Letterkunde (MNL) te Leiden en de MNL kende hem in 1969 ook de Prijs voor Meesterschap toe. Hij werd lid van de Koninklijke Commissie voor Toponymie en Dialectologie in 1961 en van de Koninklijke Academie voor Nederlandse Taal- en Letterkunde (KANTL) in 1965. Verder werd Gysseling in 1970 de Baron Holvoetprijs van het NFWO toegekend, en werd ter ere van zijn 65ste verjaardag in 1984 een feestbundel uitgegeven. In België werden hem ook een rist eretekens toegekend en tot slot ontving hij ook het commandeurschap in de Orde van Oranje-Nassau en in 1988 de Matthias de Vriespenning van het Instituut voor Nederlandse Lexicologie te Leiden.

## Werk
Gysseling vond in 1949 de Statuten van de leprozerie van Gent op de zolder van het Gentse bisschoppelijk paleis. Deze Middelnederlandse tekst dateert uit 1236.
Gysseling is het bekendst door het zogenaamde Corpus Gysseling, een omvangrijk corpus van Middelnederlandse teksten tot en met het jaar 1300. Het corpus werd begonnen in 1977 en tien jaar later voltooid, in 1987. Een ander belangrijk werk was zijn tweedelig Toponymisch Woordenboek van België, Nederland, Luxemburg, Noord-Frankrijk en West-Duitsland (vóór 1226), wat de oudste geattesteerde vormen bevatte van de toponiemen in de genoemde streken. Een derde belangrijk werk is zijn vijfdelige Inventaris van het Archief van Sint-Baafs en Bisdom Gent tot eind 1801, waaraan hij ten koste van zijn gezondheid zijn laatste dagen versleet.
Door zijn toedoen verhuisde ook heel wat kerkelijk archief naar het rijksarchief, zoals het archief van de Sint-Baafsabdij en Bisdom Gent. Gysseling poneerde ook vernieuwende theorieën over een eerste, vroegtijdige germanisering van de Lage Landen, namelijk in de tweede eeuw voor Christus. Een ander van zijn wapenfeiten is zijn theorie (gelijktijdig met, maar los van Hans Kuhn) over een tot voorheen onbekende prehistorische indogermaanse taal, die hij het Belgisch noemde. Het bestaan van de taal meende hij te kunnen afleiden uit elementen in bepaalde plaatsnamen en in substraatwoorden. Gysselings theorieën hieromtrent worden echter niet unaniem erkend; vooral uit keltologische hoek komt vrij veel kritiek.
Zijn voornaamste werken zijn:
- Diplomata Belgica ante annum millesimum centesimum scripta (2 delen) (1950)
- Toponymisch woordenboek van België, Nederland, Luxemburg, Noord-Frankrijk en West-Duitsland (vóór 1226) (2 delen) (1960)
- Proeve van een Oudnederlandse grammatica (1964)
- Hoofdlijnen in de evolutie van het Nederlandse vocalensysteem (1975)
- De Germaanse woorden in de Lex Salica (1976)
- Noordwesteuropese persoonsnaambestanddelen (1982)
- Prehistorische waternamen (1983)
- Inventaris van het archief van Sint-Baafs en Bisdom Gent tot eind 1801 (5 delen) (1997-2000)

Uitgaven
- Corpus van Middelnederlandse teksten (tot en met het jaar 1300) (1977-1987)

Zijn nalatenschap schonk hij aan de Universiteit Gent en de Koninklijke Academie voor Nederlandse Taal- en Letterkunde, waar zich vandaag ook zijn brievencollectie en archief bevinden. Hij drukte ook de wens uit dat de Academie zijn onafgewerkte projecten zouden voltooien: Het Antroponymisch Woordenboek van België, Nederland, Luxemburg, Noord-Frankrijk en West-Duitsland (tot 1226), het Toponymisch Woordenboek van Oost- en Zeeuws-Vlaanderen en de herordening van Julius Pokorny's Indogermanisches Etymologisches Wörterbuch.